# Ежовник (семейство Амарантовые)
Ежо́вник, или Анабазис (лат. Anābasis) — род полукустарниковых растений подсемейства Маревые (Chenopodioideae) семейства Амарантовые (Amaranthaceae).

## Распространение и экология
Около 30 видов от Испании и Северной Африки до Центральной Азии, но главным образом в Средней Азии.
В России и сопредельных странах около 30 видов, в пустынях и полупустынях, на сухих горных склонах.

## Ботаническое описание
Полукустарнички или многолетние травы с членистыми стеблем и супротивными короткими мясистыми или мелкими чешуевидными, иногда  совсем не развитыми листьями.
Цветки обоеполые, пятичленные, одиночные или по 2—6 в пазухах листьев. Околоцветник простой, плёнчатый, из тупых листочков, из которых задний и два передних более широкие, два средних более узкие, при плодах большей частью с крыловидными придатками. Тычинок пять, без придатков; нити их срастаются в подпестичный диск и чередуются с полукруглыми и продолговатыми лопастями («стаминодиями») подпестичного диска. Завязь с двумя—тремя короткими и толстыми рыльцами.
Плод ягодообразный. Семя вертикальное со спиральным зародышем.

## Значение и применение
Кормовое значение имеет ежовник солончаковый, или биюргун (Anabasis salsa); лекарственное — ежовник безлистный, или итсегек (Anabasis aphylla), как источник алкалоидов (анабазин, афиллин и др.).

## Виды
По информации базы данных The Plant List, род включает 28 видов:
- Anabasis al-rawii Aellen & El-Hakeem & Weinert
- Anabasis aphylla L. typus[5] — Ежовник безлистный
- Anabasis aretioides Moq. & Coss. ex Bunge
- Anabasis articulata (Forssk.) Moq.
- Anabasis brachiata Fisch. & C.A.Mey. ex Kar. & Kir.
- Anabasis brevifolia C.A.Mey. — Ежовник коротколистный
- Anabasis calcarea (Charif & Aellen) Bokhari & Wendelbo
- Anabasis cretacea Pall. — Ежовник меловой
- Anabasis ebracteolata Korovin ex Botsch.
- Anabasis ehrenbergii Schweinf. ex Boiss.
- Anabasis elatior (C.A.Mey.) Schischk. — Ежовник высокий
- Anabasis eriopoda (Schrenk) Paulsen — Ежовник шерстистоногий
- Anabasis eugeniae Iljin
- Anabasis ferganica Drobow
- Anabasis gypsicola Iljin
- Anabasis haussknechtii Bunge ex Boiss.
- Anabasis jaxartica (Bunge) Benth. ex Iljin — Ежовник сырдарьинский
- Anabasis lachnantha Aellen & Rech.f.
- Anabasis macroptera Moq.
- Anabasis oropediorum Maire
- Anabasis pelliotii Danguy — Ежовник Пеллиота
- Anabasis prostrata Pomel
- Anabasis salsa (Ledeb.) Benth. ex Volkens — Ежовник солончаковый
- Anabasis setifera Moq.
- Anabasis syriaca Iljin
- Anabasis truncata (Schrenk) Bunge — Ежовник усечённый
- Anabasis turgaica Iljin & Krasch.
- Anabasis turkestanica Korovin ex Iljin